# Az FC Sopron 2006–2007-es szezonja
Az FC Sopron 2006–2007-es szezonja szócikk az FC Sopron első számú férfi labdarúgócsapatának egy szezonjáról szól.

## Mérkőzések
| Színmagyarázat | Színmagyarázat |
| -------------- | -------------- |
|                | Győzelem.      |
|                | Döntetlen.     |
|                | Vereség.       |

### Intertotó-kupa
2. forduló
| 2006. július 1. 19:00 |

| FC Sopron                                                            | 3 – 3   | Kayserispor                                     |
| -------------------------------------------------------------------- | ------- | ----------------------------------------------- |
| Feczesin 47' Korudzsiev 66' Ibrić 71' Rabóczki Bagoly Horváth Sifter | (0 – 2) | Ünal 37' (11-esből) 45' Topuz 59' Başdağ Ceylan |

| Káposztás utcai Stadion, Sopron Játékvezető: Igor Zakharov (orosz) |

| 2006. július 8. 19:00 |

| Kayserispor | 1 – 0   | FC Sopron                  |
| ----------- | ------- | -------------------------- |
| Ceylan 88'  | (0 – 0) | Radu Munteanu Homei Bagoly |

| Kayseri Atatürk Stadion, Kayseri Játékvezető: Pavel Olsiak (szlovák) |

### Borsodi Liga 2006–07

#### Őszi fordulók
| 1. forduló 2006. július 30. 18:00 |

| FC Tatabánya                             | 2 – 0               | FC Sopron                       |
| ---------------------------------------- | ------------------- | ------------------------------- |
| Márkus 71' 82' Filó 21' Jezdimirović 32' | (0 – 0) Jegyzőkönyv | Feczesin 52' Sira 53' Homei 84′ |

| Városi Stadion, Tatabánya Nézőszám: 2 000 Játékvezető: Fábián Mihály (magyar) |

| 2. forduló 2006. augusztus 5. 20:00 |

| FC Sopron                                    | 2 – 1               | FC Fehérvár                      |
| -------------------------------------------- | ------------------- | -------------------------------- |
| Horváth 45' 90+3' 83' Munteanu 6' Bagoly 12′ | (1 – 0) Jegyzőkönyv | Horváth 78' Koller 33' Božić 53' |

| Káposztás utcai Stadion, Sopron Nézőszám: 3 200 Játékvezető: Vad II. István (magyar) |

| 3. forduló 2006. augusztus 19. 19:00 |

| MTK Budapest                                                | 4 – 1               | FC Sopron                     |
| ----------------------------------------------------------- | ------------------- | ----------------------------- |
| Hrepka 27' 31' Kanta 47' (11-esből) Németh 88' Lambulić 20' | (2 – 1) Jegyzőkönyv | Radu 8' Ibrić 49' Horváth 85' |

| Hidegkuti Nándor Stadion, Budapest Nézőszám: 1 300 Játékvezető: Andó-Szabó Sándor (magyar) |

| 4. forduló 2006. augusztus 26. 19:00 |

| FC Sopron                                  | 1 – 0               | Diósgyőr      |
| ------------------------------------------ | ------------------- | ------------- |
| Magasföldi 58' 32' Demjén 19' Munteanu 86' | (0 – 0) Jegyzőkönyv | Mogyorósi 17' |

| Káposztás utcai Stadion, Sopron Nézőszám: 3 000 Játékvezető: Bede Ferenc (magyar) |

| 5. forduló 2006. szeptember 10. 16:30 |

| Győri ETO                         | 2 – 0               | FC Sopron                                |
| --------------------------------- | ------------------- | ---------------------------------------- |
| Szabó 25' Nyári 90' 68' Varga 71' | (1 – 0) Jegyzőkönyv | Trkulja 43' Horváth 86' Magasföldi 90+1' |

| Városi Stadion, Tatabánya Nézőszám: 2 200 Játékvezető: Gergely Sándor (magyar) |

| 6. forduló 2006. szeptember 18. 18:00 |

| FC Sopron | 0 – 2               | Újpest                   |
| --------- | ------------------- | ------------------------ |
| Ibrić 79' | (0 – 0) Jegyzőkönyv | Tisza 75' 80' Rajczi 11' |

| Káposztás utcai Stadion, Sopron Nézőszám: 2 200 Játékvezető: Solymosi Péter (magyar) |

| 7. forduló 2006. szeptember 23. 16:00 |

| Rákospalotai EAC                                   | 1 – 3               | FC Sopron                     |
| -------------------------------------------------- | ------------------- | ----------------------------- |
| Somorjai 54' Nagy 7′, 81′ Pusztai 39' Bárányos 65' | (0 – 3) Jegyzőkönyv | Feczesin 13' 23' 41' Radu 71' |

| Budai II László Stadion, Budapest Nézőszám: 500 Játékvezető: Mészáros István (magyar) |

| 8. forduló 2006. október 2. 18:00 |

| FC Sopron              | 1 – 2               | Zalaegerszegi TE                             |
| ---------------------- | ------------------- | -------------------------------------------- |
| Feczesin 82' Lekić 17' | (0 – 1) Jegyzőkönyv | Sebők J. 33' Botis 84' Nagy 38' Sebők V. 51' |

| Káposztás utcai Stadion, Sopron Nézőszám: 2 800 Játékvezető: Megyebíró János (magyar) |

| 9. forduló 2006. október 14. 18:00 |

| Budapest Honvéd                            | 2 – 0               | FC Sopron                            |
| ------------------------------------------ | ------------------- | ------------------------------------ |
| Hercegfalvi 42' László 45' Budovinszky 73′ | (2 – 0) Jegyzőkönyv | Ianc 21' Munteanu 45' Magasföldi 84' |

| Béke téri stadion, Budapest Nézőszám: 1 000 Játékvezető: Arany Tamás (magyar) |

| 10. forduló 2006. október 21. 15:00 |

| Pécsi MFC                 | 0 – 0               | FC Sopron             |
| ------------------------- | ------------------- | --------------------- |
| Balaskó 37' Pavičević 52' | (0 – 0) Jegyzőkönyv | Demjén 37' Sifter 43' |

| PMFC Stadion, Pécs Nézőszám: 1 000 Játékvezető: Török Károly (magyar) |

| 11. forduló 2006. október 28. 18:00 |

| FC Sopron                               | 1 – 3               | Paksi FC                                                |
| --------------------------------------- | ------------------- | ------------------------------------------------------- |
| Bagoly 45+1' 24' Demjén 40' Horváth 78′ | (1 – 2) Jegyzőkönyv | Kóczián 26' Belényesi 32' Varga 80' Tamási 43' Tóth 54' |

| Káposztás utcai Stadion, Sopron Nézőszám: 2 500 Játékvezető: Bognár Tamás (magyar) |

| 12. forduló 2006. november 4. 17:00 |

| Vasas      | 0 – 0               | FC Sopron                  |
| ---------- | ------------------- | -------------------------- |
| Pintér 52' | (0 – 0) Jegyzőkönyv | Ankamah 56' Magasföldi 81' |

| Illovszky Rudolf Stadion, Budapest Nézőszám: 500 Játékvezető: Pánczél Krisztián (magyar) |

| 13. forduló 2006. november 11. 17:00 |

| FC Sopron                                      | 1 – 0               | Kaposvári Rákóczi     |
| ---------------------------------------------- | ------------------- | --------------------- |
| Feczesin 38' Horváth 34' Demjén 59' Bagoly 89' | (1 – 0) Jegyzőkönyv | Andruskó 82' Oláh 87′ |

| Káposztás utcai Stadion, Sopron Nézőszám: 2 000 Játékvezető: Gergely Sándor (magyar) |

| 14. forduló 2006. november 18. 16:00 |

| Dunakanyar-Vác                                         | 1 – 2               | FC Sopron                                                  |
| ------------------------------------------------------ | ------------------- | ---------------------------------------------------------- |
| Kulcsár 40' Dudás 63' Páles 69′ Udvari 73' Sinkó 90+2' | (1 – 0) Jegyzőkönyv | Feczesin 60' Demjén 74' Munteanu 22' Sifter 49' Bagoly 68′ |

| Ligeti Stadion, Vác Nézőszám: 150 Játékvezető: Fábián Mihály (magyar) |

| 15. forduló 2006. november 25. 16:00 |

| FC Sopron                                                 | 1 – 6               | Debreceni VSC                                                                |
| --------------------------------------------------------- | ------------------- | ---------------------------------------------------------------------------- |
| Birtalan 6' Feczesin 42' Demjén 49' Radu 63' Munteanu 67' | (1 – 2) Jegyzőkönyv | Kiss 17' 43' Halmosi 23' Leandro 68' Sidibe 75' 89' Zsolnai 84' Szatmári 40' |

| Káposztás utcai Stadion, Sopron Nézőszám: 2 000 Játékvezető: Szabó Zsolt (magyar) |

| 16. forduló 2006. december 2. 15:00 |

| FC Sopron                         | 1 – 0               | FC Tatabánya |
| --------------------------------- | ------------------- | ------------ |
| Feczesin 48' (11-esből) Szabó 90' | (0 – 0) Jegyzőkönyv | Bakrać 15'   |

| Káposztás utcai Stadion, Sopron Nézőszám: 1 500 Játékvezető: Szilasi Szabolcs (magyar) |

| 17. forduló 2006. december 10. 19:00 |

| FC Fehérvár                                              | 3 – 1               | FC Sopron              |
| -------------------------------------------------------- | ------------------- | ---------------------- |
| Sitku 10' Božić 18' Terjék 55' 55' Nagy 90' Kocsis 90+2' | (2 – 0) Jegyzőkönyv | Feczesin 78' Szabó 45' |

| Sóstói Stadion, Székesfehérvár Nézőszám: 1 500 Játékvezető: Bognár Tamás (magyar) |

#### Tavaszi fordulók
| 18. forduló 2007. február 24. 15:00 |

| FC Sopron                                                    | 0 – 3               | MTK Budapest                      |
| ------------------------------------------------------------ | ------------------- | --------------------------------- |
| Cigan 33' Horváth 39' Magasföldi 61' Demjén 68' Munteanu 81' | (0 – 2) Jegyzőkönyv | Hrepka 26' Németh 38' 59' Pál 45' |

| Káposztás utcai Stadion, Sopron Nézőszám: 1 500 Játékvezető: Kassai Viktor (magyar) |

| 19. forduló 2007. március 3. 16:00 |

| Diósgyőr | 0 – 2               | FC Sopron                                |
| -------- | ------------------- | ---------------------------------------- |
|          | (0 – 0) Jegyzőkönyv | Feczesin 63' Cigan 88' Ibrić 38' Rus 51' |

| DVTK-stadion, Miskolc Nézőszám: 6 000 Játékvezető: Sápi Csaba (magyar) |

| 20. forduló 2007. március 10. 16:00 |

| FC Sopron | 0 – 1               | Győri ETO  |
| --------- | ------------------- | ---------- |
|           | (0 – 0) Jegyzőkönyv | Bajzát 83' |

| Káposztás utcai Stadion, Sopron Nézőszám: 3 490 Játékvezető: Arany Tamás (magyar) |

| 21. forduló 2007. március 17. 16:00 |

| Újpest               | 1 – 0               | FC Sopron                                               |
| -------------------- | ------------------- | ------------------------------------------------------- |
| Tisza 28' (11-esből) | (1 – 0) Jegyzőkönyv | Dragomir 22' Horváth 28′ Radu 29' Cigan 48' Dancs 90+1' |

| Szusza Ferenc Stadion, Budapest Nézőszám: 3 500 Játékvezető: Vad II. István (magyar) |

| 22. forduló 2007. március 31. 16:00 |

| FC Sopron                                         | 2 – 3               | Rákospalotai EAC                                                                |
| ------------------------------------------------- | ------------------- | ------------------------------------------------------------------------------- |
| Sira 21' Magasföldi 37' 63' Ankamah 18′ Ibrić 60' | (2 – 2) Jegyzőkönyv | Somorjai 8' Regedei 42' Torma 59' (11-esből) Kapcsos 18′ Cseri 25' Polonkai 90' |

| Káposztás utcai Stadion, Sopron Nézőszám: 2 500 Játékvezető: Bognár Tamás (magyar) |

| 23. forduló 2007. április 7. 17:00 |

| Zalaegerszegi TE     | 1 – 3               | FC Sopron                                    |
| -------------------- | ------------------- | -------------------------------------------- |
| Lekic 37' Lipčák 30' | (1 – 2) Jegyzőkönyv | Feczesin 17' 31' Cigan 76' Lázár 61' Rus 75' |

| ZTE Aréna, Zalaegerszeg Nézőszám: 5 500 Játékvezető: Arany Tamás (magyar) |

| 24. forduló 2007. április 14. 17:00 |

| FC Sopron                       | 1 – 1               | Budapest Honvéd                  |
| ------------------------------- | ------------------- | -------------------------------- |
| Sira 67' Dancs 29' Feczesin 85′ | (0 – 0) Jegyzőkönyv | Koós 52' Benjamin 66' László 85' |

| Káposztás utcai Stadion, Sopron Nézőszám: 3 000 Játékvezető: Szabó Zsolt (magyar) |

| 25. forduló 2007. április 21. 18:00 |

| FC Sopron                                           | 3 – 1               | Pécsi MFC                        |
| --------------------------------------------------- | ------------------- | -------------------------------- |
| Radu 8' Rus 38' 62' Magasföldi 89' 79' Munteanu 33' | (2 – 0) Jegyzőkönyv | Sipos 65' Varga 47' Szabados 54' |

| Káposztás utcai Stadion, Sopron Nézőszám: 2 000 Játékvezető: Solymosi Péter (magyar) |

| 26. forduló 2007. április 28. 16:00 |

| Paksi FC  | 1 – 0               | FC Sopron  |
| --------- | ------------------- | ---------- |
| Buzás 85' | (0 – 0) Jegyzőkönyv | Sifter 62' |

| Fehérvári úti stadion, Paks Nézőszám: 1 500 Játékvezető: Iványi Zoltán (magyar) |

- A jegyzőkönyvből nem derül ki a gólszerző.

| 27. forduló 2007. május 5. 18:00 |

| FC Sopron                            | 1 – 0               | Vasas                  |
| ------------------------------------ | ------------------- | ---------------------- |
| Magasföldi 74' Sira 64' Dragomir 85' | (0 – 0) Jegyzőkönyv | Kovács 8' Pintér 90+2' |

| Káposztás utcai Stadion, Sopron Nézőszám: 2 500 Játékvezető: Gergely Sándor (magyar) |

- A jegyzőkönyv nem tünteti fel a gólszerzőt.

| 28. forduló 2007. május 12. 18:00 |

| Kaposvári Rákóczi                       | 2 – 2               | FC Sopron                                                 |
| --------------------------------------- | ------------------- | --------------------------------------------------------- |
| Vasiljević 3' Pintér 88' 71' Petrók 76' | (1 – 1) Jegyzőkönyv | Magasföldi 7' Demjén 89' (11-esből) Ibrić 75' Cigan 90+2' |

| Rákóczi Stadion, Kaposvár Nézőszám: 2 000 Játékvezető: Sápi Csaba (magyar) |

| 29. forduló 2007. május 19. 19:00 |

| FC Sopron                                          | 3 – 1               | Dunakanyar-Vác |
| -------------------------------------------------- | ------------------- | -------------- |
| Horváth 3' Magasföldi 32' Kolling 66' Munteanu 82' | (2 – 1) Jegyzőkönyv | Palásthy 36'   |

| Káposztás utcai Stadion, Sopron Nézőszám: 2 500 Játékvezető: Mészáros István (magyar) |

| 30. forduló 2007. május 26. 17:00 |

| Debreceni VSC                       | 2 – 1               | FC Sopron |
| ----------------------------------- | ------------------- | --------- |
| Dzsudzsák 25' Sándor 71' Vukmir 90' | (1 – 1) Jegyzőkönyv | Cigan 37' |

| Oláh Gábor utcai stadion, Debrecen Nézőszám: 10 500 Játékvezető: Iványi Zoltán (magyar) |

#### A bajnokság végeredménye
| #  | Csapat            | J  | Gy | D  | V  | Rg | Kg | Gk  | P  | Megjegyzés      |
| -- | ----------------- | -- | -- | -- | -- | -- | -- | --- | -- | --------------- |
| 1  | Debreceni VSC     | 30 | 22 | 3  | 5  | 63 | 21 | +42 | 69 | Bajnokok ligája |
| 2  | MTK Budapest      | 30 | 19 | 4  | 7  | 61 | 33 | +28 | 61 | UEFA-kupa       |
| 3  | Zalaegerszegi TE  | 30 | 17 | 4  | 9  | 54 | 38 | +16 | 55 |                 |
| 4  | Újpest            | 30 | 15 | 4  | 11 | 39 | 32 | +7  | 46 | [ 3 ]           |
| 5  | Vasas             | 30 | 13 | 6  | 11 | 43 | 41 | +2  | 45 |                 |
| 6  | FC Fehérvár       | 30 | 13 | 5  | 12 | 45 | 43 | +2  | 44 |                 |
| 7  | Kaposvári Rákóczi | 30 | 12 | 5  | 13 | 40 | 36 | +4  | 41 |                 |
| 8  | Budapest Honvéd   | 30 | 11 | 8  | 11 | 48 | 43 | +5  | 41 | UEFA-kupa       |
| 9  | Diósgyőr          | 30 | 11 | 5  | 14 | 40 | 52 | -12 | 38 |                 |
| 10 | FC Sopron         | 30 | 11 | 4  | 15 | 33 | 46 | -13 | 37 |                 |
| 11 | Paksi FC          | 30 | 10 | 7  | 13 | 34 | 38 | -4  | 37 |                 |
| 12 | FC Tatabánya      | 30 | 11 | 3  | 16 | 46 | 58 | -12 | 36 |                 |
| 13 | Győri ETO         | 30 | 9  | 8  | 13 | 37 | 43 | -6  | 35 |                 |
| 14 | Rákospalotai EAC  | 30 | 9  | 7  | 14 | 42 | 55 | -13 | 34 |                 |
| 15 | Pécsi MFC         | 30 | 7  | 12 | 11 | 31 | 41 | -10 | 33 | Kieső           |
| 16 | Dunakanyar-Vác    | 30 | 4  | 7  | 19 | 21 | 57 | -36 | 19 | Kieső           |

1. ↑  A Bajnokok Ligája selejtezőjének második körébe jut
2. ↑  Az UEFA-kupa selejtezőjének első fordulójába jut
3. ↑  az Újpest FC 3 pont levonást kapott
4. ↑  Az UEFA-kupa selejtezőjének első fordulójába jut (Magyar Kupa győztesként)

#### Eredmények összesítése
Az alábbi táblázatban összesítve szerepelnek az FC Sopron 2006/07-es bajnokságban elért eredményei.
| Ősz/tavasz (forduló)    | Otthon | Otthon | Otthon | Otthon | Otthon | Otthon | Otthon | Idegenben | Idegenben | Idegenben | Idegenben | Idegenben | Idegenben | Idegenben |
| Ősz/tavasz (forduló)    | M      | GY     | D      | V      | LG–KG  | GK     | P      | M         | GY        | D         | V         | LG–KG     | GK        | P         |
| ----------------------- | ------ | ------ | ------ | ------ | ------ | ------ | ------ | --------- | --------- | --------- | --------- | --------- | --------- | --------- |
| Őszi szezon (1–15.)     | 8      | 4      | 0      | 4      | 8–14   | –6     | 12     | 9         | 2         | 2         | 5         | 7–15      | –8        | 8         |
| Tavaszi szezon (16–30.) | 7      | 3      | 1      | 3      | 10–10  | 0      | 10     | 6         | 2         | 1         | 3         | 8–7       | +1        | 7         |
| Összesen (1–30.)        | 15     | 7      | 1      | 7      | 18–24  | –6     | 22     | 15        | 4         | 3         | 8         | 15–22     | –7        | 15        |

#### Helyezések fordulónként
| Forduló  | 1  | 2  | 3  | 4  | 5  | 6  | 7  | 8  | 9  | 10 | 11 | 12 | 13 | 14 | 15 | 16 | 17 | 18 | 19 | 20 | 21 | 22 | 23 | 24 | 25 | 26 | 27 | 28 | 29 | 30 |
| -------- | -- | -- | -- | -- | -- | -- | -- | -- | -- | -- | -- | -- | -- | -- | -- | -- | -- | -- | -- | -- | -- | -- | -- | -- | -- | -- | -- | -- | -- | -- |
| Helyszín | I  | O  | I  | O  | I  | O  | I  | O  | I  | I  | O  | I  | O  | I  | O  | O  | I  | O  | I  | O  | I  | O  | I  | O  | O  | I  | O  | I  | O  | I  |
| Eredmény | V  | GY | V  | GY | V  | V  | GY | V  | V  | D  | V  | D  | GY | GY | V  | GY | V  | V  | GY | V  | V  | V  | GY | D  | GY | V  | GY | D  | GY | V  |
| Helyezés | 14 | 10 | 11 | 8  | 10 | 12 | 9  | 10 | 11 | 13 | 14 | 14 | 13 | 12 | 12 | 10 | 11 | 11 | 10 | 13 | 14 | 15 | 14 | 14 | 11 | 13 | 11 | 10 | 10 | 10 |

Helyszín: O = Otthon; I = Idegenben. Eredmény: GY = Győzelem; D = Döntetlen; V = Vereség.

### Magyar kupa
4. forduló
| 2006. október 18. 13:30 |

| Bonyhád VLC   | 1 – 6       | FC Sopron                                    |
| ------------- | ----------- | -------------------------------------------- |
| Bíró Máté 48' | Jegyzőkönyv | Feczesin Ivancsics Korudzsiev 70' Bagoly 75' |

|  |

Nyolcaddöntő
| 2006. november 8. 14:00 |

| FC Sopron            | 1 – 2       | Diósgyőr                         |
| -------------------- | ----------- | -------------------------------- |
| Feczesin Ankamah 12' | Jegyzőkönyv | Simon Kéthévoama Mogyorósi 90+1' |

|  |

| 2006. november 22. 18:00 |

| Diósgyőr                                                                          | 4 – 1       | FC Sopron                        |
| --------------------------------------------------------------------------------- | ----------- | -------------------------------- |
| Sipeki Szögedi Douva Simon Vitelki 34' Rubint 50' Elek 62' Farkas 63' Kerényi 69' | Jegyzőkönyv | Feczesin 75' Radu 48' Bagoly 65′ |

|  |